# هوندا اسپیریور
هوندا اسپیریور (انگلیسی: Honda Spirior) یکی از محصولات شرکت هوندا است که از سال ۲۰۰۹ عرضه می‌گردد